# Teoria della dipendenza
La teoria della dipendenza (in spagnolo teoría de la dependencia) è una risposta teorica elaborata tra gli anni cinquanta e gli anni settanta da scienziati sociali (principalmente brasiliani, argentini e cileni) alla situazione di ristagnamento socioeconomico latinoamericano nel XX secolo. La Teoría de la Dependencia utilizza il binomio centro-periferia e le teorie sul sistema mondo per sostenere che l'economia mondiale è portatrice di un disegno diseguale e pregiudiziale per i Paesi non-sviluppati, a cui viene assegnato un ruolo periferico di produzione delle materie prime con basso valore aggiunto, mentre le decisioni fondamentali sono adottate dai Paesi centrali, a cui viene assegnata la produzione industriale ad alto valore aggiunto.

## Affermazione della teoria della dipendenza
Il contesto temporale (crisi capitalista degli anni Trenta) fu determinante per questa teoria per la quale lo Stato doveva assumere un ruolo principale, regolando il mercato. Fu anche la prima risposta adottata per questa crisi, che nel mondo sviluppato si sviluppò con il keynesismo. Fu l'argentino Raúl Prebisch che con la sua idea di centro-periferia negli anni '40 avviò il dibattito tra gli intellettuali latinoamericani. Si trattava di una teoria esplicativa della modernità periferica. Il luogo del dibattito fu la Commissione Economica per l'America Latina e i Caraibi, sita a Santiago del Cile, in cui si trovavano all'epoca i maggiori intellettuali latinoamericani.
L'irruzione di intellettuali come Theotonio Dos Santos, Andre Gunder Frank, Ruy Mauro Marini, Celso Furtado, Enzo Faletto e Fernando Henrique Cardoso, tra gli altri, le ha dato un forte dinamismo, marcando chiaramente la strategia statale (industrializzazione per sostituzione delle importazioni o ISI) dei Paesi più industrializzati del subcontinente (Argentina, Messico, Brasile e Cile) per cui questi Paesi chiusero i propri mercati (incentivando il mercato interno e applicando alte tasse sulle importazioni) e promossero la costruzione di una burocrazia in grado di interagire con le élite di stampo ottocentesco che contribuì alla formazione di una classe media importante in grado di mettere in moto le dinamiche del mercato interno.
L'ispirazione teorica di questa teoria economico-sociale stava nelle tesi marxiste combinate con i postulati di Max Weber, il cui pensiero influì notevolmente sulla struttura di questo "pensiero cepalino".
Successivamente, alla fine degli anni '60 un nuovo impulso ridefinisce le prime idee sulla dipendenza, incolpando le stesse élite latinoamericane per l'arretratezza dei loro Paesi. Sarebbe quindi un fattore interno ed uno esterno a produrre la situazione di sottosviluppo. La soluzione stava ancora nell'enfasi sul ruolo dello Stato, che doveva assumere il controllo totale delle politiche nazionali, in particolare il controllo del dinamismo stazionario del capitale, la creazione di imprese strategiche controllate sia da capitale statale che regolazione bancaria.
Il colpo di Stato dell'11 settembre 1973 in Cile produsse una rottura di corto e medio periodo nel pensiero della CEPAL, rottura che contrassegnò la progressiva emarginazione e perdita di influenza del progetto. Breve periodo per l'impossibilità di seguire contribuendo alle politiche di Stato di fronte alla catena di dittature latinoamericane e operazioni combinate della CIA e con la politica nordamericana; medio periodo per un contesto di affaticamento della strategia dei mercati interni e del medesimo progetto industriale conosciuto nel XVII secolo e ampliato attraverso il fordismo.

## Pensiero latino-americano a partire dagli anni '80
Dispersi e talvolta perseguitati, gli intellettuali cileni della teoria della dipendenza iniziarono a scrivere a proposito delle trasformazioni neoliberali cilene, mentre in altri Paesi esistevano ancora  tentativi di rilanciare il progetto di industrializzazione da parte dello Stato. Per alcuni intellettuali radicali, la soluzione alla dipendenza strutturale doveva essere trovata nel legame con i movimenti sociali emergenti nei paesi latino-americani e in Medio Oriente (importante in questo senso fu Samir Amin in Egitto). Il pensiero legato alle teorie della dipendenza ha influenzato i movimenti di piazza in America Latina negli anni Novanta del ventesimo secolo e ha posto le basi per la sua svolta a sinistra nel decennio successivo. 
A partire dalla fine degli anni Novanta, gli intellettuali di questa corrente presero strade diverse. Mentre alcuni si radicalizzarono partecipando attivamente allo sviluppo delle teorie anti-globalizzazione (Theotonio Dos Santos, Samir Amin) altri lavorarono nell'ambito accademico (Faletto, Marini) e altri modificarono le proprie idee, come nel caso di Fernando Henrique Cardoso che portò il neoliberalismo in Brasile con la sua presidenza.

### Altre letture
- (EN) S. Amin, Unequal Development: An Essay on the Social Formations of Peripheral Capitalism, New York, Monthly Review Press, 1976.
- (EN) S. Amin, Re-reading the postwar period: an intellectual itinerary, New York, Monthly Review Press, 1994.
- (DE) S. Amin, Die Zukunft des Weltsystems. Herausforderungen der Globalisierung, Amburgo, VSA, 1997.
- (DE) V. Bornschier, Wachstum, Konzentration und Multinationalisierung von Industrieunternehmen, Huber, 1976.
- (EN) V. Bornschier, Western society in transition, New Brunswick, Transaction Publishers, 1996.
- (EN) V. Bornschier e Christopher Chase-Dunn, Transnational Corporations and Underdevelopment, New York, Praeger, 1985.
- (EN) G. Köhler e A. Tausch, Global Keynesianism: Unequal exchange and global exploitation, Huntington, Nova Science, 2002.
- (EN) O. Sunkel, The Structural Background of Development Problems in Latin America, in Weltwirtschaftliches Archiv, vol. 97, n. 1, 1966,  p. 22.
- (ES) O. Sunkel, El subdesarrollo latinoamericano y la teoría del desarrollo, 6ª ed., Siglo Veintiuno Editores, 1973.
- (EN) A. Tausch e Fred Prager, Towards a Socio - Liberal Theory of World Development, Macmillan/St. Martin's Press, 1993.
- (EN) A. Tausch e Peter Herrmann, Globalization and European integration, Huntington, Nova Science, 2002.
- (EN) P. A. Yotopoulos, Economic analysis and economic policy, Atene, Pan A. Yotopoulos, 1966.
- (EN) P. A. Yotopoulos, Allocative efficiency in economic development; a cross section analysis of Epirus farming, Atene, Center of Planning and Economic Research, 1967.
- (EN) P. A. Yotopoulos, The population problem and the development solution, Stanford, Food Research Institute, Stanford University, 1977.
- (EN) P. A. Yotopoulos, Middle income classes and food crises, Atene, Centre of Planning and Economic Research, 1984.
- (EN) P. A. Yotopoulos, Distributions of real income: Within countries and by world income classes, in The Review of income and wealth, n. 4, 1989,  p. 357.
- (EN) P. A. Yotopoulos, The (Rip) Tide of Privatization: Lessons from Chile., in World development, vol. 17, n. 5, 1989,  p. 683.
- (EN) P. A. Yotopoulos, The meta-production function approach to technological change in world agriculture, in Journal of development economics, vol. 31, n. 2, 1989,  p. 241.
- (EN) P. A. Yotopoulos, Exchange rate parity for trade and development: theory, tests, and case studies, New York, Cambridge University Press, 1996.
- (EN) P. A. Yotopoulos, Financial crises and the benefits of mildly repressed exchange rates, in Working paper series in economics and finance, n. 202, Stoccolma, 1997.
- (EN) P. A. Yotopoulos, Food security, gender and population, New York, United Nations Population Fund, 1997.
- (EN) P. A. Yotopoulos, The Success of the Euro, Globalization, and the EU Enlargement (PDF), Università di Firenze, 2004. URL consultato il 21 giugno 2020 (archiviato dall'url originale il 4 marzo 2016).
- (EN) P. A. Yotopoulos, S. L. Floro, Income distribution, transaction costs and market fragmentation in informal credit markets, in Cambridge journal of economics, vol. 16, n. 3, 1992,  p. 303.
- (EN) P. A. Yotopoulos, J. Y. Lin, Purchasing Power Parities for Taiwan: The Basic Data for 1985 and International Comparisons, in Journal of economic development, vol. 18, n. 1, 1993,  p. 7.
- (EN) P. A. Yotopoulos, J. B. Nugent, Economics of development: empirical investigations, New York, Harper & Row, 1976.
- (EN) P. A. Yotopoulos, Y. Sawada, Exchange Rate Misalignment: A New test of Long-Run PPP Based on Cross-Country Data (PDF), Facoltà di Economia, Università di Tokyo, 2005 (archiviato dall'url originale il 27 febbraio 2008).